# Gustaf Henrik Mellin

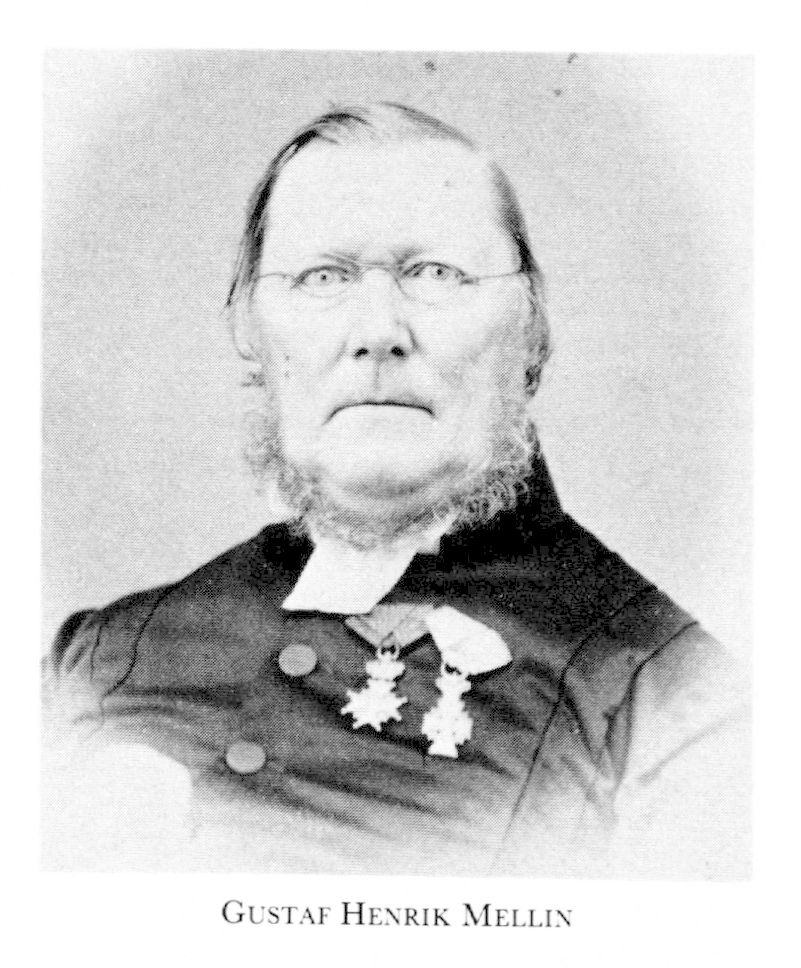
G. H. Mellin på äldre dagar.

Gustaf Henrik Mellin, född 23 april 1803 i Revolaks, Norra Österbotten i Finland (dåvarande östra Sverige), död 2 augusti 1876 i Norra Vrams socken i Skåne, var en svensk författare och präst. Han debuterade 1828 med novellen "Blomman på Kinnekulle". Historiska noveller och romaner med Walter Scott som förebild präglade stora delar av hans senare författarskap.

## Biografi
Mellin blev tidigt föräldralös och uppfostrades av sin släkting skalden Frans Michael Franzén i Kumla. Han blev student vid Uppsala universitet 1821, prästvigdes 1829 och tjänstgjorde därefter en följd av år som pastorsadjunkt i Klara församling i Stockholm. Under denna tid utvecklade han en omfattande litterär verksamhet och intog en framskjuten plats i dåtidens litterära Stockholm.
Mellin blev 1848 bataljonspredikant vid Svea livgarde och var tillförordnad regementspastor där under expeditionen till Fyn samma år. År 1851 utnämndes han till kyrkoherde i Norra Vrams och Bjuvs pastorat, där han tillträdde 1852. År 1867 tilldelade Svenska Akademien honom Kungliga priset för vittra förtjänster. 

### Debutverken, historiska noveller
Mellin var en produktiv och mångsidig författare. Han gjorde sin litterära debut med monologerna Erik XIV och hans son, som 1828 vann Svenska akademiens andra pris. Egentlig namnkunnighet vann han året därpå, då Blomman på Kinnekulle, hans första historiska novell, utkom och mottogs med allmänt bifall, så att den på kort tid utgavs i tre upplagor (senast 1908; den är två gånger översatt till tyska).
Han offentliggjorde sedan i rask följd Sivard Kruses bröllop (1830; 2:a upplagan 1832), Anna Reibnitz (1831; 2:a upplagan 1833), Gustaf Brahe (1832) med flera. Dessa verk blev populära både bland kritiker och läsare. Den historiska novellen förblev också Mellins viktigaste genre och en samlad upplaga började utges 1846, med titeln Historiska minnen från fäderneslandets forntid. Denna utgåva har sedan, fullständigt samlad och ordnad, utkommit i ytterligare tre upplagor som Samlade svenska historiska noveller (3 delar, 1866–67; 1874–75; 1883). 
År 1832 utkom Öjungfrun, en berättelse om en ung flicka som blir skeppsbruten på en öde ö. Den återutgavs 1877 med undertiteln "Robinsonad för unga flickor".

### Sweriges sista strid, sederomaner
År 1840 utgav han framtidsskildringen Sweriges sista strid som skildrar ett Sverige erövrat av Ryssland. Motståndsrörelsen leds av författarens vän August Blanche, som svårt ärrad av striderna ändå lyckas fördriva ryssarna från Stockholm.
Även på sederomanens område var Mellin tämligen produktiv, särskilt i novellavdelningen av kalendern Vinterblommor, som han utgav för åren 1832–1846 (utkom inte 1837) och som bildade ett slags medelpunkt för den tidens poetiska författare. Novellen "Pavo Nissinen" inspirerade Johan Ludvig Runeberg när denne skrev Fänrik Ståls sägner.

### Lyrik och läroböcker
Gustaf Henrik Mellin uppträdde även som lyriker i "Vinterblommor". Ett par av hans dikter har belönats av Svenska akademien 1833 och 1840. Han utgav Samlade dikter (1852), Några nya smärre dikter (1864) och Vinterblommor (1871). Som utgivare av ovannämnda kalender och genom sitt vänsälla väsen var han en av stöttepelarna för det i Stockholm uppspirande litterära livet och förtrolig umgängesvän med Karl August Nicander, August Blanche, Oscar Patric Sturzen-Becker med flera. 
På det historiska området verkade Mellin även som respekterad läroboksförfattare. Hans Fäderneslandets historia för fruntimmer (1836, 5:e upplagan 1859; översatt till tyska), Lärobok i fäderneslandets historia (1845; 2:a upplagan 1859), Lärobok i svenska litteraturens historia (1860) kan nämnas. Mellin var även redaktör och författare av texten till åtskilliga planschverk såsom "Sveriges store män" (1840–49). Han utgav flera historiska, biografiska och etnografiska verk av värde, som "Svenskt pantheon" (1832–36, tillsammans med Jakob Ekelund med flera), där han skrev många av levnadsteckningarna, Krigen och statshvälfningarna i våra dagar (1848–49), Den skandinaviska nordens historia (2 delar, 1850–55; ofullbordad), Skildringar af den skandinaviska nordens folklif och natur (4 delar, 1855–76) med flera. 

### Konstnärlig och annan verksamhet
Mellin var även verksam som konstnär. I planschverket Sverige framstäldt i teckningar (1837–1840) tecknade Mellin själv förlagorna till de flesta av illustrationerna.
Mellins predikningar återfinns i Den christlige predikaren, som utkom med tre årgångar 1838–41. Flera av Mellins arbeten är översatta till främmande språk, framför allt till tyska.

## Eftermäle
Gustaf Henrik Mellins efterlämnade dokument tillhör nu Kungliga biblioteket. Efter manuskriptet utgav Henrik Keyser 1885 Prelaten. Historisk-romantisk skildring från unionstiden. 

### 1820-talet
- Blomman på Kinnekulle / novell af G.H. M--n. Stockholm. 1829. Libris 2416760. https://litteraturbanken.se/f%C3%B6rfattare/MellinGH/titlar/BlommanP%C3%A5Kinnekulle/sida/2/faksimil?om-boken
- Handlingar i tryckfrihetsmålet, angående förment eftertryck af Blomman på Kinnekulle mellan samma skrifts författare, comministers-adjuncten G.H. Mellin, kärande, och förläggaren af samma skrifts första upplaga, boktryckaren Zacharias Hæggström, svarande. Stockholm: Hæggström. 1831. Libris 2717824 - Ingår i:  Spader dame och andra prosaberättelser ur svensk romantik. Stockholm: Prisma. 1987. Libris 7407488. ISBN 91-518-2112-5

### 1830-talet
- Sivard Kruses bröllop : novell. Stockholm: Lundequist. 1830. Libris 3366931
- Vinterblommor /samlade af O. P. Mellin. Stockholm. 1831–1845. Libris 2277570. https://runeberg.org/vinterblom/ – Samlade af G.H. Mellin.
- Johannes Fjällman : roman. Stockholm: Lundequist. 1831-1833. Libris 3368062 – 2 volymer.
- Anna Reibnitz eller sångarflickan från Warschau : novell. Svenska noveller ; 4. Stockholm: Lundequist. 1831. Libris 3366348
- Svenskt pantheon. Stockholm: Berg. 1832-1836. Libris 2801017 - 20 häften.
- Öjungfrun : berättelse. Stockholm: N. H. Thomson. 1832. Libris 2095391. https://litteraturbanken.se/f%C3%B6rfattare/MellinGH/titlar/%C3%96jungfrun/sida/I/faksimil?om-boken
- Gustaf Brahe : novell. Svenska noveller ; 5. Stockholm: Lundequist. 1832. Libris 3367967
- Flickorna i Askersund, berättelse från Carl XII:s tidehvarf. På W. Isbergs Förlag, säljes uti dess Bokhandel. Stockholm, hos P.A. Norstedt & Söner, 1832.. 1832. Libris 2908408. https://litteraturbanken.se/f%C3%B6rfattare/MellinGH/titlar/FlickornaIAskersund/sida/1/faksimil?om-boken
- Pennritningar ur Stockholmsverlden. Stockholm: Lundequist. 1833. Libris 3373438. https://stockholmskallan.stockholm.se/post/7827. Läst 21 september 2013 – Av Joachim Ritsius och Patrik Pfefferkorn, elever vid Akademien för de Fria Konsterna. Pseudonymer för Mellin och Oscar Patrik Sturzen-Becker.
- Licentiaten Ymans berättelse om flickan på Nya Kungsholmsbron / novell af G.H. M-n. Stockholm, hos Bokhandlaren W. Lundequist. 1833.. 1833. Libris 3366415. https://litteraturbanken.se/f%C3%B6rfattare/MellinGH/titlar/LicentiatenYman/sida/3/faksimil?om-boken - Först publicerad i Vinterblommor för 1835 med titeln: Licentiaten Ymans berättelse om Gazellen. Novell.
- Den tänkandes bok : syner och profetior. Stockholm: Lundequist. 1834. Libris 2908424. https://litteraturbanken.se/f%C3%B6rfattare/MellinGH/titlar/DenT%C3%A4nkandesBok/sida/1/faksimil?om-boken
- Helena Wrede : ett romantiskt utkast. Stockholm: Thomson. 1834. Libris 3367988
- Museum för naturvetenskap, konst och historia. Stockholm: [Bonniers]. 1835-1837. Libris 2751012 - 50 häften utgivna av G. H. Mellin och Niclas Hans Thomson.
- Ett äfventyr i Bohusläns skären : novell. Kabinetsbibliothek af den nyaste litteraturen, 99-1539294-X ; 1:2. Stockholm: [Bonniers]. 1835. Libris 3372971
- Sjöflickan, eller slaget vid Ölands udde och Calmare sund : saga. Westervik. 1835. Libris 3371069
- Fäderneslandets historia för fruntimmer. Stockholm. 1836. Libris 2908410
- Fröken Beatas anteckningar, eller Mötet på Hwen. Kabinetsbibliothek af den nyaste litteraturen, 99-1539294-X ; 1:7. Stockholm: [Bonniers]. 1836. Libris 1480047
- Kolarflickan eller En vandring i Norrland : novell (2. uppl.). Stockholm: Lundeqvist. 1836. Libris 3368073
- P.A. Sondén : nekrolog. Stockholm. 1837. Libris 2908419
- Politiskt-romantiska silhouetter ur Sveriges historia. Stockholm. 1838. Libris 3371061
- Pavo Nissinen. Stockholm. 1838. Libris 1788369. https://litteraturbanken.se/f%C3%B6rfattare/MellinGH/titlar/PavoNissinen/sida/5/faksimil?om-boken
- Nerike : 9 litografier med text. Stockholm. 1838. Libris 10432050
- Naema : en blick på Palestina under romarnes välde. Stockholm: Lundeqvist. 1838. Libris 1901079. https://litteraturbanken.se/f%C3%B6rfattare/MellinGH/titlar/Naema/sida/7/faksimil?om-boken
- Den christlige predikaren : en årgång predikningar, bearbetade efter de förnämsta evangeliska predikanter, och lämpade efter den Swenska Kyrkans bruk, i synnerhet för huslig andakt i enskilda kretsar. Stockholm. 1838. Libris 10321323
- Dalarne, Nerike, Wermland och Westmanland framställda i teckningar : 37 lithografier. Stockholm: Lars Johan Hjerta. 1838. Libris 8603830
- Pittoreskt universum eller taflor ur hela den kända verlden : stålgravuren ur bibliografiska institutets konstanstalt i Hildburghausen ... Bd 2. Stockholm: Bonniers. 1839. Libris 1505420 - Texten bearbetad af Karl Aug. Nicander och efter dess frånfälle af G.H. Mellin.
- Stockholm och dess omgifningar : en framställning af hufvudstadens historia, jemte beskrifningom de märkvärdigheter, som inom densamma och i dess grannskap förtjena uppmärksamhet. Stockholm. 1839. Libris 1955521. https://stockholmskallan.stockholm.se/post/8819 - Upplagor med engelsk, fransk och tysk text utgavs 1841, en andra tillökad upplaga utgavs 1857 och en faksimilupplaga av den första utgavs 1970.
- Prinsessan af Angola : novell. Stockholm: Lundeqvist. 1839. Libris 1788373. https://litteraturbanken.se/f%C3%B6rfattare/MellinGH/titlar/PrinsessanAfAngola/sida/5/faksimil?om-boken
- Karl August Nicander. Stockholm. 1839. Libris 2187429
- Berättelse om den swenske fältherren Måns Stenbocks äfwentyr och lefwerne. Folkskrifter, 99-2158514-2 ; 6 Berättelser ur fäderneslandets historia ; 2. Uppsala. 1839. Libris 2055594. https://litteraturbanken.se/f%C3%B6rfattare/MellinGH/titlar/DenSwenskeF%C3%A4ltherren/sida/3/faksimil?om-boken

### 1840-talet
- Fröknarna : novell (2. uppl.). Stockholm: Lundeqvist. 1840. Libris 3288218
- Sveriges store män, snillen, statsmän, hjeltar och fosterlandsvänner samt märkvärdigaste fruntimmer. Stockholm. 1840-1849. Libris 2150865. https://runeberg.org/svestorman/ - Redaktör: G.H. Mellin ; tecknare: Alexander Clemens Wetterling ; litograf: Johan Cardon.
- Westmanland. Stockholm: Looström. 1840. Libris 11381080
- Sweriges sista strid : fantastiskt nattstycke. Stockholm. 1840. Libris 2055258. http://litteraturbanken.se/#!forfattare/MellinGH/titlar/SwerigesSistaStrid/info/etext
- Sverige framstäldt i teckningar : tvåhundratjugofyra litografier. Stockholm: Lundeqvist. 1840. Libris 1759841
- Berättelse, huru Sweriges rike från utländskt wåld och förtryck befriades af rikshöfvidsmannen Engelbrekt Engelbrektsson. Folkskrifter, 99-2158514-2 ; 9 Fäderneslandets historia. Uppsala. 1840. Libris 2055608. https://litteraturbanken.se/f%C3%B6rfattare/MellinGH/titlar/HuruSwerigesRike/sida/3/faksimil?om-boken
- Sveriges skyddsengel vakar än : romantiska scener ur Prinsens af Ponte-Corvo fälttåg emot Sverige. Stockholm: Lundeqvist. 1841. Libris 3371836
- Zulali eller blodsfesten i öknen. Stockholm. 1842. Libris 10151654. https://litteraturbanken.se/f%C3%B6rfattare/MellinGH/titlar/Zulali/sida/3/faksimil?om-boken
- Kolmårds-boerna : novell (2. uppl). Stockholm: Lundeqvist. 1841. Libris 1788377. https://litteraturbanken.se/f%C3%B6rfattare/MellinGH/titlar/Kolm%C3%A5rdsboerna/sida/5/faksimil?om-boken
- Fremlingen bland de sina : novell. Stockholm: Looström. 1842. Libris 1788376. https://litteraturbanken.se/f%C3%B6rfattare/MellinGH/titlar/FremlingenBlandDeSina/sida/3/faksimil?om-boken
- Osedda makan. Stockholm. 1843. Libris 1788366. https://litteraturbanken.se/f%C3%B6rfattare/MellinGH/titlar/DenOseddaMakan/sida/3/faksimil?om-boken
- Bilder ur lifvet : från Finland. Sahlströms rese-bibliotek ; 18. Stockholm: Looström. 1843. Libris 2048567
- Sveriges konungahus : taflor och ljusbilder / utförda på sten af J.H. Strömer ; jemte biografiska anteckningar af G.H. Mellin. Stockholm. 1844. Libris 2908422
- Personalier öfver Carl XIV Johan : karaktersdrag och bedrifter : en återblick från hans graf. Stockholm. 1844. Libris 2908420
- Oscar den förstes historia af författaren till Personalier öfwer Konung Carl XIV Johan : [med 1 portr.]. Stockholm. 1844. Libris 2204716
- Fäderneslandets historia : förberedande kurs. Stockholm. 1844. Libris 2908409
- Sveriges märkvärdigaste fruntimmer. Sthlm. 1845–1849. Libris 2018387. https://runeberg.org/gsmsmf/ - Redaktör: G.H. Mellin ; tecknare: Alexander Clemens Wetterling ; litograf: Johan Cardon.
- Ulla Fersen: novell (2. uppl). Stockholm: Looström. 1845. Libris 1784801. https://litteraturbanken.se/f%C3%B6rfattare/MellinGH/titlar/UllaFersen/sida/3/faksimil?om-boken - Även publicerad i : Vinterblommor för 1845–1846.
- Några ord om doctor A. Fryxells stridsskrift mot prof. Geijer. Stockholm. 1845. Libris 2187922
- Lärobok i fäderneslandets historia. Stockholm. 1845. Libris 2908416. https://runeberg.org/ghmlifh/
- Svenska national-drägter. Stockholm. 1845–1849. Libris 2629349. https://runeberg.org/mghdragt/ - Tecknade av Robert Wilhelm Ekman.
- Vägledning för resande i Sverige. Stockholm: Brudin. 1846. Libris 2826331
  -  2., rättade och tillökta uppl. Stockholm. 1850. Libris 1731441
  -  3. uppl. Stockholm. 1856. Libris 2891502. https://runeberg.org/mghvagled/
- Historiska minnen från fäderneslandets forntid : romantiska skildringar. Stockholm: Bonniers. 1846. Libris 3368407
- Gamla tidens historia för ungdom. Stockholm. 1846. Libris 2908411
- Den gamla grefvinnan : novell. Stockholm. 1846. Libris 3367456
- Den unga grefvinnan : novell. Nya svenska parnassen, 99-1951260-5 ; 2. Stockholm: [Bonniers]. 1847. Libris 2199393. https://litteraturbanken.se/f%C3%B6rfattare/MellinGH/titlar/DenUngaGrefvinnan/sida/7/faksimil?om-boken
- Trettioåriga kriget. Norrköping: Östlund & Berling. 1847-1849. Libris 245039 2908425, 245039 - Utkom först i 11 häften och 1849 som bokutgåva. Medförfattare: Abraham Peter Cronholm.
- 427 porträtter af namnkunniga svenske män och fruntimmer. Stockholm. 1847. Libris 1579474. https://runeberg.org/portr427/ - Redaktör G. A. Mellin.
- Swenska resandes äfwentyr i fremmande länder. Stockholm: Brudin. 1848. Libris 664783 - Med litografier av Carl Theodor Staaff.
- Krigen och statshvälfningarna i våra dagar : med upplysande chartor .... Stockholm. 1848. Libris 2048575
- Fremlingen från Als : minnen från krigstheatern och dess grannskap sommaren 1848. Nya svenska parnassen, 99-1951260-5 ; 12 Läse-bibliothek i Finland ; 1:9. Stockholm: Widerholm. 1848. Libris 1863936. https://litteraturbanken.se/f%C3%B6rfattare/MellinGH/titlar/FremlingenFr%C3%A5nAls/sida/5/faksimil?om-boken
- Den vittra arcopagen för femtio år sedan : ett dramatiskt penndrag. Stockholm: Brudin. 1849. Libris 2048615. https://litteraturbanken.se/f%C3%B6rfattare/MellinGH/titlar/DenVittraArcopagen/sida/1/faksimil?om-boken
- Tåget öfver Store Belt : novell. Nytt original-bibliothek i den sköna litteraturen, 99-1233674-7 ; 1849:[9] Läsebibliothek i Finland ; [2:]10. Stockholm: Östlund & Berling. 1849. Libris 3289611. https://litteraturbanken.se/f%C3%B6rfattare/MellinGH/titlar/T%C3%A5get%C3%96fverStoreBelt/sida/5/faksimil?om-boken
- Jacob Casimir De la Gardie : novell. Nytt original-bibliothek i den sköna litteraturen, 99-1233674-7 ; 1849:[3] Läsebibliothek i Finland ; 2:4. Stockholm: Östlund & Berling. 1849. Libris 3289655. https://litteraturbanken.se/f%C3%B6rfattare/MellinGH/titlar/JacobCasimir/sida/7/faksimil?om-boken
- Berättelser om och af swenska resande i fremmande länder : andra årgången. Stockholm: Brudin. 1849. Libris 1440027 - Med litografier av Carl Theodor Staff.

### 1850-talet
- Den skandinaviska Nordens historia. Stockholm. 1850–1852. Libris 2048582 – 2 volymer.
- Kort berättelse om de fälttåg, och derunder förnämligast bataljerna vid Frauenstadt och Södra Stäket, i hvilka Södermanlands Kongl. regemente ärofullt har deltagit, och hvilkas namn och åratal läsas på regementets nya fanor. Stockholm. 1850. Libris 2908415
- Hemmet i öknen : berättelse för ungdom. Stockholm: J.L. Brudin. 1850. Libris 2092884
- Berättelse om de fältslag, i hvilka Smålands Kongl. Granadör-Batajon, medan den ännu tjenade till häst ärofullt har deltagit, och hvilka bataljers namn och åratal läsas på regementets nya fanor. Stockholm. 1850. Libris 2908404
- Berättelse om de fältslag, i hvilka Konungens Svea Lifgarde ärofullt deltagit, och hvilkas namn och åratal läsas på regementets nya fanor. Stockholm. 1850. Libris 2908403
- Fornnordiska hjeltesagor, bearbetade för fäderneslandets ungdom, af G.H. Mellin. Stockholm: J.L. Brundin. 1850. Libris 2706516
- Svenska örlogsminnen : kriget 1788. Stockholm. 1851. Libris 2612305 - Samlade av G. H. Mellin.
- En resa kring jorden : beskrifven för ungdom. Stockholm: L:s Gust. Rylander. 1851. Libris 10654322. https://litteraturbanken.se/f%C3%B6rfattare/MellinGH/titlar/EnResaKringJorden/sida/5/faksimil?om-boken
- Berättelse om fältslaget wid Lützen den 6 november 1632, hwilket namn och årtal står tecknadt å första lif-grenadier regementets nya fanor. Stockholm. 1851. Libris 2554303
- Samlade dikter. Stockholm. 1852. Libris 679725. https://litteraturbanken.se/f%C3%B6rfattare/MellinGH/titlar/SamladeDikter/sida/1/faksimil?om-boken
- Boningen bland bergen : berättelse för ungdom. Stockholm: Brudin. 1854. Libris 4gj6c2l42fprltdt. https://litteraturbanken.se/författare/MellinGH/titlar/BoningenBlandBergen/info
- Berättelse om slagen vid Lützen och Clissow, i hvilka Upplands kongl.regemente ärofullt deltagit och hvilkas namn äro tecknade på regementets fanor. Stockholm. 1855. Libris 2908406
- Berättelse om de bataljer, i hvilka Helsinge regimente ärofullt deltagit och hvilkas namn och årtal åro tecknade på regimentets nya fanor. Stockholm. 1855. Libris 2908402
- Orientaliska kriget : minnen och skildringar / af G. H. M-n. Stockholm. 1855. Libris 2215257 – Med 8 litografier i tontryck av J.H. Strömer.
- Skildringar af den skandinaviska Nordens folklif och natur. 1-4. Stockholm: Bonnier. 1855-1876. Libris 1807786
  -  1, Lappmarken : Sveriges nomader : bilder från fjellöknarnas herdelif. 1855. Libris 1807786. http://urn.kb.se/resolve?urn=urn:nbn:se:umu:ota-210
  -  2, Jemtland : kolfinnarna i fjellskogen : en skogsfärd genom Jemtland. 1857. Libris 1807787. https://litteraturbanken.se/f%C3%B6rfattare/MellinGH/titlar/Skildringar2/sida/5/faksimil?om-boken
  -  3, Dalarne ; Den gamle i Östannor ; Drag ur folklifvet i Dalarne. 1865. Libris 1807784. https://litteraturbanken.se/f%C3%B6rfattare/MellinGH/titlar/Skildringar3/sida/5/faksimil?om-boken
  -  4, Vestergötland ; Vid Billingen ; Drag ur lifvet i Vestergötland. 1876. Libris 1807785. https://litteraturbanken.se/f%C3%B6rfattare/MellinGH/titlar/Skildringar4/sida/7/faksimil?om-boken
- Festen i Pylos den 27 februari 1856 : för Nestor. Stockholm: Beckman. 1856. Libris htt5nbcqfcgqc23k. https://litteraturbanken.se/f%C3%B6rfattare/MellinGH/titlar/FestenIPylos/sida/1/faksimil?om-boken

### 1860-talet
- Lärobok i svenska litteraturens historia : ett försök. Stockholm: Looström. 1860. Libris 2615359
- Gamle Björns strider : sagor från skogarna. Lund: Berling. 1861. Libris 9731752. https://litteraturbanken.se/f%C3%B6rfattare/MellinGH/titlar/GamleBj%C3%B6rns/sida/1/faksimil?om-boken
- Några nya smärre dikter. Helsingborg. 1863. Libris 1869383. https://litteraturbanken.se/f%C3%B6rfattare/MellinGH/titlar/N%C3%A5graNya/sida/1/faksimil?om-boken
- Samlade svenska historiska noveller. 1-3. Stockholm: Bonnier. 1865-1867 - En upplaga i 2 volymer med 30 teckningar av C.G. Hellqvist utkom 1875-1878.
  -  1. 1865. Libris 5hkq5tp934kvj62c. https://litteraturbanken.se/f%C3%B6rfattare/MellinGH/titlar/SamladeSvenskaHistoriskaNoveller1/sida/5/faksimil?om-boken
  -  2. 1867. Libris 5hkq54xc3xzv42rb. https://litteraturbanken.se/f%C3%B6rfattare/MellinGH/titlar/SamladeSvenskaHistoriskaNoveller2-1867/sida/5/faksimil?om-boken
  -  3. 1867. Libris t58v7w73r60m2d0k. https://litteraturbanken.se/f%C3%B6rfattare/MellinGH/titlar/SamladeSvenskaHistoriskaNoveller3/sida/5/faksimil?om-boken
- Bjufs kyrkas reparation 1867. Helsingborg. 1867. Libris 2908407

### 1870-talet och postumt
- Vinterblommor : dikter. Stockholm: Bonniers. 1871. Libris 1583095. https://litteraturbanken.se/f%C3%B6rfattare/MellinGH/titlar/Vinterblommor/sida/5/faksimil?om-boken
- Sigrid den fagra eller bröllop på Ulfåsa : historisk berättelse. Öreskrifter för folket, 99-1474700-0 ; 96. Stockholm: Bonniers. 1879. Libris 1601973. https://litteraturbanken.se/f%C3%B6rfattare/MellinGH/titlar/SigridDenFagra/sida/1/faksimil?om-boken - Först publicerad i Vinterblommor för 1835 med titeln: Sigrid den fagra. Novell från Trettonde Årbundradet.
- Berättelser vid julgranen. Stockholm: J. Hellstén. 1880. Libris 1595544
- Historiskt-romantiska skildringar från unionstiden : efter G.H. Mellins efterlemnade manuskript. Stockholm: Fritze. 1883-1890. Libris 2187142 - Redaktör: Hilda Fredrika Keyser. 3 volymer.
  -  1, Riksmarskens bröllop. Stockholm: Fritze. 1883. Libris 22699073. http://hdl.handle.net/2077/56503
  -  2, Prelaten. Stockholm: Fritze. 1885. Libris 20130996. https://litteraturbanken.se/f%C3%B6rfattare/MellinGH/titlar/Historisktromantiska2/sida/10/faksimil?om-boken
  -  3, Jöns Bengtsson Oxenstjerna : en följd till Prelaten. Stockholm: Fritze. 1890. Libris 2187145. https://litteraturbanken.se/författare/MellinGH/titlar/Historisktromantiska3/info
- Nunnan i S:t Clara. Göteborg: Skoog. 1961. Libris 2398228
- Historiska noveller. Tidens svenska klassiker, 99-0853557-9. Stockholm: Tiden. 1962. Libris 2048573

## Priser och utmärkelser
- 1828 – Svenska Akademiens stora pris
- 1867 – Kungliga priset